# Ragazza di Maiorca
Ragazza di Maiorca è un gouache su cartoncino (67x51 cm) realizzato nel 1905 dal pittore spagnolo Pablo Picasso. L'opera è conservata a Mosca nel Museo Puškin.
Si tratta di uno studio per la Famiglia di saltimbanchi, realizzato poco dopo.